# Спас Антонов
Спас Алексиев Антонов е български инженер и журналист по образование и по призвание писател, поет, сатирик, литературен изобретател, колекционер и хроникьор. Ръководно начало и двигател на неговия живот и творческа дейност е вроденият му стремеж към красота и хармония.

## Биография
Роден е на 25 май 1925 г. в с. Делян (Софийска област), в бедно земеделско семейство.  През летните ваканции става ратай и пасе чужди овце и говеда.
На 14-годишна възраст, прогонен от недоимъка, отива в столицата, за да търси препитание. Работи като общ работник в ресторант, като чирак при дърводелец, шлосер и автомонтьор. Завършва курс за трактористи (1941). През 1942 г. е ученик-стругар във Военно-инженерната фабрика. Завършва занаятчийско училище и получава свидетелство за майстор-стругар (1945). Във войската получава свидетелство за професионален шофьор (1946). Учи във вечерен механотехникум и работи в Държавния завод за резервни части като майстор-стругар. След завършване на техникума работи като конструктор (1952). В началото на 1953 г. следва курс по журналистика за редактори в низовия печат. Основава и редактира заводски вестник (1954). Завършва задочно ВМЕИ в София и се дипломира като инженер-машиностроител (1957).
Като студент участва в кръжока „Васил Воденичарски“ и тогава се ражда идеята да създаде своя Домашна картотека на съвременната българска поезия. В нея събира над 4 млн. изрезки със стихове на 10 800 автори. В каталога към картотеката са вписани имената на 3200 поети, издали най-малко по стихосбирка. Отделя половината от заплатата си за абонамент за вестници и списания, попълвайки картотеката в продължение на половин век.   
През 1963 г. завършва „Журналистика“ в Софийския университет. От 1963 до 1966 г. е инженер в Електрокарния завод, където има 5 рационализации. От 1967 г. работи като специалист в Научноизследователския институт по електро- и мотокари в София. През 1959 г. със съмишленици основава Литературен клуб „П. К. Яворов“.
Спас Антонов е инициатор за създаване на Съюз на независимите български писатели (1990) и негов секретар до 1995 г. С дейността си в СНБП изиграва важна роля за привличането и организирането на много литературни творци, останали извън стария Съюза на българските писатели. Биографични данни за него са поместени в енциклопедичните справочници „Кой кой е в България“, „Кой кой е в българската култура“, „Български писатели, творци на литература за деца и юноши“. Член е на Съюза на българските писатели. Неговата разностранна творческа дейност дава основание на председателя на СБП Николай Петев да каже по повод 80-годишнината му, че съвместява по удивителен начин гатанките на смеха и строгата дисциплина на голям издирвач и статистик на съвременната българска поезия.
Има син и дъщеря, както и 3 внучки.
Преживял поредица от застрашаващи живота му инциденти , Спас Антонов почива при спукване на жлъчката на 4 май 2009 г. в София. По инициатива на жителите на село Делян и след решение на управата на община Божурище на родния му дом е поставена паметна плоча и родната му улица е преименувана на „Писател Спас Антонов“.  

## Творчество
Повече от 20 книги със стихотворения, басни, гатанки, хумор, проза бележат пътя на С. Антонов като поет, писател и библиограф. За първи път печата стихотворение във вестник „Труд“ (1950). Сътрудничи на периодичния печат със стихове за възрастни и за деца, с разкази, фейлетони и хумор. Участва със свои творби в няколко учебника за основните училища, в много вестници, списания, литературни сборници и антологии.
Спас Антонов е посветил голяма част от творчеството си на детската литература. Искрен приятел на децата, той знае какво изпълва техните мечти и стремежи, разбира езика им. Умее да общува с малките читатели, като се шегува, осмива типичните слабости, разкрива в хумористичен план обратните страни на живота. Без да си служи с досадна назидателност, като използва анекдотичната форма, хиперболизацията и легендно-приказния елемент, той помага на малките читатели да опознават живота.  За децата той е откривал в духа си най-светлите мигове, за да им поднесе ведри чувства, разум, смелост и добро настроение. Стиховете в повече от поетичните му книги са весели, забавни, игриви. Построени са върху интересна случка, раздвижени са и лесно се възприемат. Едно от качествата му като детски писател е лекият, приятен и разведряващ хумор. Способен е да накара читателя да се смее от сърце и да се забавлява с неочакваността на небивалиците, с причудливостта характерна за детската логика и световъзприемане при образуването на думи и понятия:
Моят татко е летец,
а пък мама е летица.
Дядо ми е стар мъдрец,
баба ми пък е мъдрица.
Забавните му и весели стихотворения от книгите „Дядовият самолет“, „Камили в шепа“, „Планина се движи“, „Невидимият пътник“, „Светофар в полето“ и др. са знак на творческия му натюрел: словесно пестелив и точен в графиката, метриката и типично детската образност. Емоционалната палитра на творбите му се извисява над всичко. Той никога не е пряко дидактичен, не поучава, а чрез образен синтаксис изразява своята мъдрост или мъдростта на народната поука. 
Творбите на С. Антонов са изградени върху общ принцип, който наподобява структурата на детското поетическо мислене. Общият израз на емоционалното състояние, на моралната норма или просто на един взет от природата щрих се поднася чрез аглутивен образ – толкова подвижен и вариативен е той, че дава възможност за моделиране на още десетки като него. Прочитайки стихотворения-гатанки като „Добра среща“ или „Паякова мрежа“, читателят (не само най-малкият) усеща съзнанието си обхванато от активна художествена провокация или, по-просто, от порив, който го кара да добавя още и още. Специфичните литературни трудности, свързани със създаването на нови варианти от рими и образи сякаш не съществуват ... – останали са някъде по пътя, стопили са се в упоритата работа на поета върху психологическата плътност на лирическите герои.
В книгите му децата се срещат с палавници и фантазьори като тях самите, с животни, ветрове и звезди; ще видят как момиченце се люлее на лунна люлка, как вятърът е понесъл къщата на момченце към високите върхове на планината, как юнак кара параход през морета и балкани, как Баба Мравка се заканва да изпие цялото море, как паякът хваща с тънката си мрежа даже мечка... Докато в стихотворението „Огнедишащ змей“ той създава образ на дъждовния облак, в „Къщовница“ рисува безпомощността и неумението на момиче, което се учи самостоятелно на домакинска работа:
Домъкнах пълна с нафта лейка,
че огън трябва в тая зима,
но в мисълта за топла грейка,
препънах се, залях килима ...
Горният принцип се откроява ярко и релефно в тези примери. Той не е откритие, разбира се, на С. Антонов. Но умението му да го използва само по себе си показва зряло поетическо мислене, което не изопачава, не градира диктаторски неумолимата си логика, не създава изкуствено напрежение, а обратно – съвсем плавно, мотивирано, посредством аргументите на детското светоусещане, разказва за един видим и невидим, познат и непознат свят.
Ярка демонстрация на афинитета на С. Антонов към оригиналността и новаторството в литературата е книгата му с палиндроми (думи и изрази с обратно четене) „Занимателен лексикон: Хайде да четем обратно“. Тази книга е забележително постижение, защото не е известно други български и световни автори да са успявали в подобна област, каквато е обратното четене. Това е провокиране, трудно постижима дейност, която развива въображението и в същото време забавлява по неповторим начин. Палиндроми се срещат не само в отделни самостоятелни фрази, а и в конструкцията на стихотворения, дори и в отделни редове на цял самостоятелно звучащ разказ. Читателят открива, че изразът И кака ми има каки има еднакво звучене и прочетен обратно, че пряката реч от разказа „Опак човек“ – А нима замина? има същата стойност и при обратното четене.
Интерес представляват и други словосъчетания от този род, които, стриктно казано, не са палиндроми, но четени в двете посоки имат едно и също значение, като:
Тиме е немит, а Тани е инат, Ана пък е къпана, а Анита в Атина е на път с тъпан за валс у Слав аз Янаки каня, а Мара каза да закарам на Илиан осем туби и бут месо, ала не дал Младен на Илиан овен дар в Раднево,
както и неочакваните поанти на почти всички стихотворения в книгата, като например финалният куплет на „Кончето на Сево“:
А вчера някой пита Мимето:
– С какво се храните у вас?
– Обърнеш ли на Сево името,
ще се досетиш ти завчас!
Съставянето на такива изрази-палиндроми е изключително трудно и изисква пресяване на много тонове словесна руда, за да се получат само няколко милиграма чисто злато. Още по-трудно е осъществяването на дълъг диалог, построен изцяло от палиндроми. Главният занимателен елемент е увлечението на читателя да следи при обратното четене дали правилно съчетава думите в изречението и дали евентуално няма да допусне грешка, така както е при ребусите. Но там човекът, който решава ребуса, изпитва задоволство или разочарование от своите познания, а в настоящия случай той изпитва същото в зависимост от правилността на обратното четене. Заниманието е още по-интересно при много дългите изрази, където времетраенето на обратното четене е по-голямо, както и вероятността да се допусне грешка.

## Произведения
Гатанки
- „Гатанки и смешки“ (1966)
- „Планина се движи“ (1983)
- „Огнена птица“ (1984)
- „Дядовият самолет“ (1985)
- „Adivina quièn soy“ (1988)
- „Невидимият пътник“ (1994)
- „Светофар в полето“ (2003)

Небивалици (стихове за деца)
- „Дядовият самолет“ (1985)
- „Камили в шепа“ (1986)
- „Невидимият пътник“ (1994)
- „Как паякът глътна мечка“ (2000)

Палиндроми (обратно четене)
- „Занимателен лексикон: хайде да четем обратно“ (1992)

Епиграми
- „100 хапчета за дяволи“ (1974)
- „Сатирични трели“ (2003)

Басни
- „Наказаната пъстърва“ (1960)

Шопски хумор
- „Нашенци се смеят“ (1974)
- „Весели шопи“ (1979)
- „Весели шопи“ (1983)
- „Смях без роднинство“ (1990)
- „Усмивки от Делян“ (2005)

Лирика
- „Недосънувани сънища“ (1963)
- „Безименната хубавица“, поетичен цикъл (1954 – 2006)

Проза
- „Утро над Воденичище“, повест (недовършена)

Литературна хронография
- „Картотека на съвременната българска поезия“ (2007)